# Chrysopilus yezonis
Chrysopilus yezonis är en tvåvingeart som beskrevs av Akira Nagatomi 1968. Chrysopilus yezonis ingår i släktet Chrysopilus och familjen snäppflugor. Inga underarter finns listade i Catalogue of Life.